# Theotonius Amal Ganguly
Theotonius Amal Ganguly (ur. 18 lutego 1920 w Hashnabad, zm. 2 września 1977 w Dhace w Bangladeszu) – indyjski Sługa Boży Kościoła katolickiego.

## Życiorys
Theotonius Amal Ganguly urodził się 18 lutego 1920 roku. W dniu 6 czerwca 1946 roku został wyświęcony na kapłana. W 1951 roku ukończył doktorat z filozofii. 7 października 1960 roku wyświęcono go na biskupa tytularnego Olivy. Mając 45 lat w dniu 6 lipca 1965 roku został wyznaczony arcybiskupem koadiutorem Dhaka i arcybiskupem tytularnym Drizipara. 23 listopada 1967 roku został arcybiskupem Dhaka. Zmarł 2 września 1977 roku na zawał serca. W 2006 rozpoczął się jego proces beatyfikacyjny.